# Antje Möller

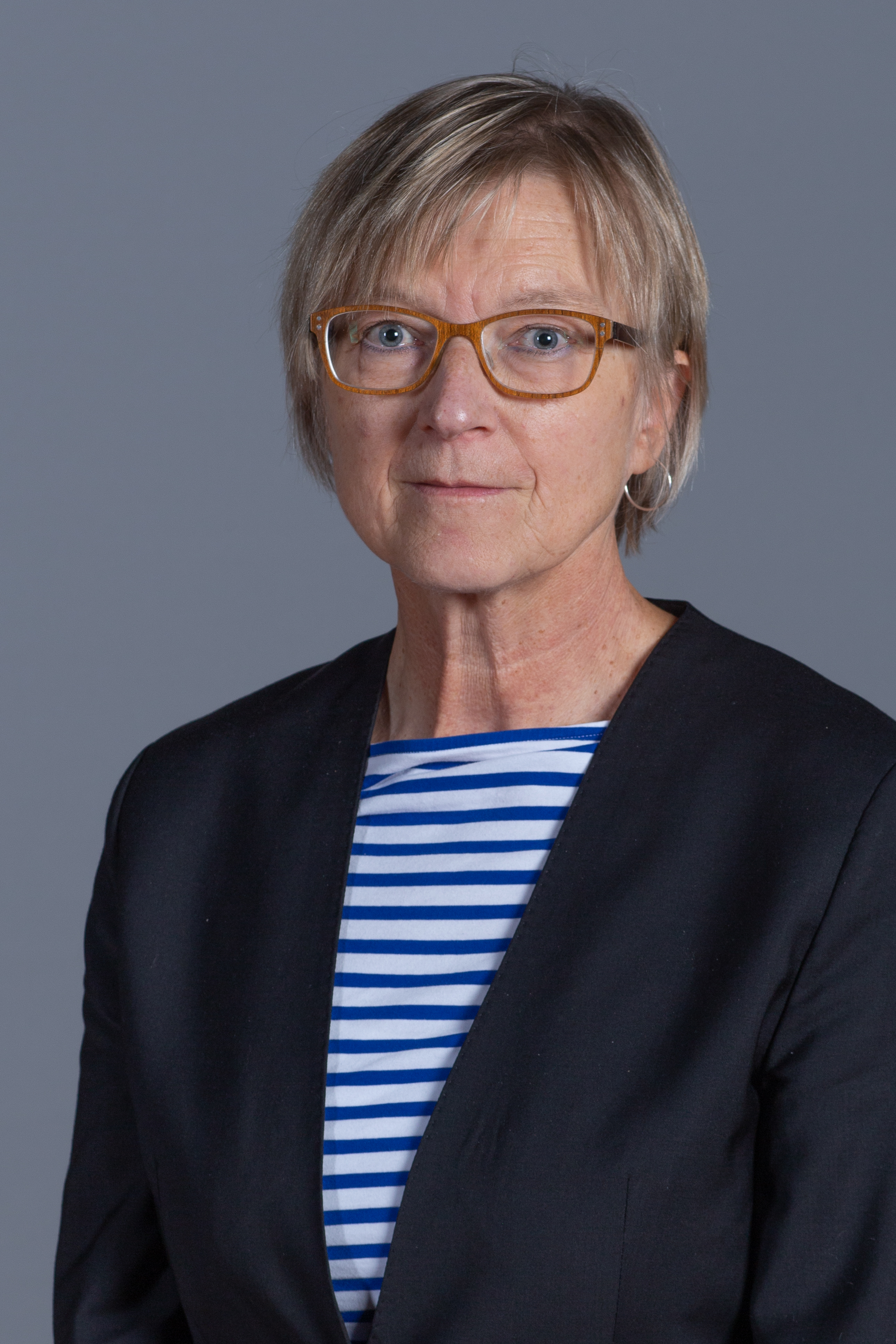
Antje Möller 2018

Antje Möller (* 26. März 1957 in Minden) ist eine deutsche Politikerin der Partei Bündnis 90/Die Grünen Hamburg und war von 1993 bis 2020 Mitglied der Hamburgischen Bürgerschaft.

## Leben
Antje Möller wurde in Minden geboren und hat zwei Kinder. Sie studierte Stadt- und Regionalplanung, worauf noch ein Aufbaustudium folgte. Ein beruflicher Schwerpunkt in der Arbeit als Diplom-Ingenieurin war der Umweltschutz. 1992/93 war sie als Deputierte der Umweltbehörde tätig. Zeitweise hatte sie Lehraufträge an der Universität Hamburg inne. Möller ist Mitglied des Kuratoriums des Instituts für Friedensforschung und Sicherheitspolitik (IFSH) Hamburg. Zwischen 2008 und 2011 war sie Mitglied im Vorstand der Hamburgischen Stiftung für politisch Verfolgte.

## Politik
Der Einstieg in die Politik erfolgte als Fachreferentin der GAL für Abfall und Energie in den Jahren 1990/91.
Im Oktober 1993 zog sie, damals noch mit dem Namen Antje Möller-Biermann, erstmals in die Bürgerschaft ein. In der 16. (1997 bis 2001) Legislaturperiode fungierte sie als Vorsitzende der GAL-Fraktion in der Bürgerschaft. In der folgenden Legislaturperiode übte sie das Amt der Sprecherin für Stadtentwicklung, Migration und Flüchtlingspolitik der GAL-Fraktion aus. Von 2008 bis 2011 amtierte sie als stellvertretende Fraktionsvorsitzende, von 2011 bis 2013 als Parlamentarische Geschäftsführerin. Bei der Bürgerschaftswahl 2015 erhielt Möller über die Landesliste der Grünen ein Mandat und war somit ab März 2015 Mitglied der 21. Hamburgischen Bürgerschaft. Sie war seit November 2013 Vizepräsidentin der Bürgerschaft.
Sie übernahm weiterhin die Aufgabe als Sprecherin für Flüchtlingspolitik und zudem für die Innenpolitik. In der Bürgerschaft saß sie zudem im Eingabenausschuss und Innenausschuss sowie im „Kontrollgremium Wohnraumüberwachung“.
Zur Bürgerschaftswahl 2020 trat sie nicht erneut an.